# Odissei
Gli Odissei o I seguaci di Odisseo (in greco antico: Ὀδυσσῆς?, Odyssēs) è una commedia greca scritta da Cratino nel V secolo a.C., forse tra il 439 ed il 437 a.C.. La commedia, di cui si sono conservati solo alcuni frammenti e alcune testimonianze, parodiava il canto IX dell'Odissea, ovvero l'incontro tra Odisseo ed i suoi compagni e Polifemo, e di questo episodio riprendeva anche parole ed espressioni. L'argomento non era nuovo ai tempi di Cratino, poiché si conoscono i titoli di altre opere contemporanee che si inseriscono nello stesso filone: le due opere Il ciclope scritte da Epicarmo (commedia) e Aristia (dramma satiresco), una commedia I ciclopi scritta da Callia nel 434 a.C. ed il dramma satiresco Il ciclope del tragediografo Euripide.

## Trama

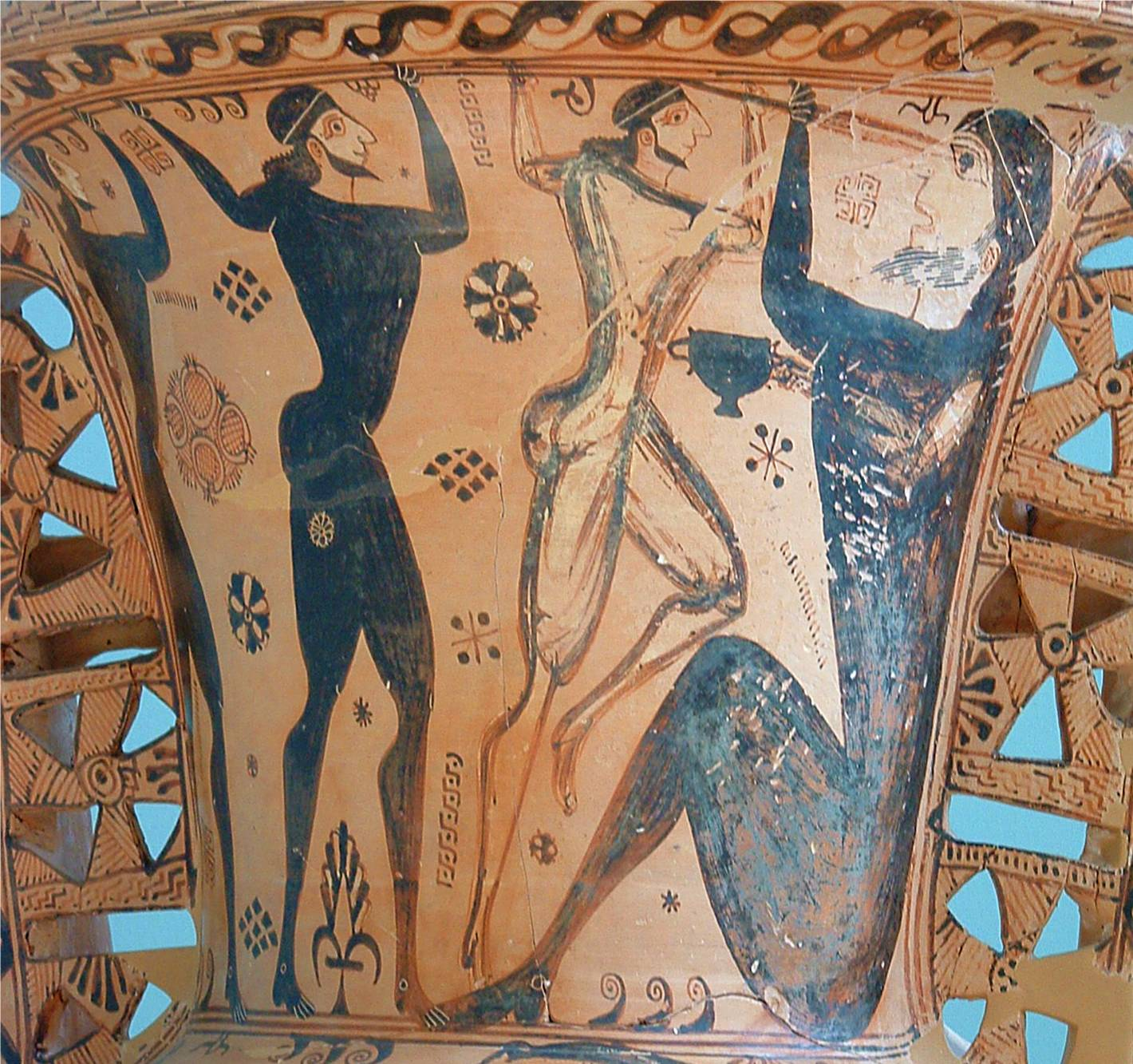
Odisseo e i compagni accecano Polifemo, vaso proto-attico da Eleusi

Stando alla testimonianza di Efestione, la commedia comincia con l'apparizione di Odisseo e del coro a bordo di una barca, spinta dai venti sulla riva dell'isola di Polifemo; Odisseo, dopo aver offerto del vino a Polifemo, gli chiede di domandargli come si chiama e il ciclope risponde di non aver mai bevuto, né mai più berrà, un vino di Maronea tanto buono. Successivamente il ciclope, non riconoscendolo, domanda ad Odisseo se abbia visto "il caro figlio di Laerte", poiché sa che da lui sarà accecato, ma si sente rispondere che Odisseo è a Paro per comprare una grossa zucca. Infine Polifemo si rivolge ai compagni di Odisseo, chiamandoli ironicamente "compagni fedeli", e minaccia che, dopo averli catturati, li arrostirà, li inzupperà in elaborate salse aromatiche (dettaglio, questo, che ha fatto ritenere ai critici che il Polifemo di Cratino sia un personaggio meno rozzo di quello di Omero) e li mangerà; probabilmente alla fine della commedia Odisseo riesce a salvare i suoi compagni, forse con alcune perdite, mostrando così il suo valore contro il ciclope.

## Caratteristiche della commedia
Sebbene i frammenti conservati non permettano di ricostruire con precisione la trama, è possibile comunque individuare alcune caratteristiche della commedia. Secondo la testimonianza di Platonio (un antico commentatore di cui non si conosce pressoché nulla), la commedia assomigliava a quelle della Commedia di mezzo, poiché mancava delle parti corali, della parabasi e degli attacchi personali tipici della Commedia antica, mentre la comicità era affidata alla parodia dell'episodio omerico. L'attendibilità di questa testimonianza è però stata messa in dubbio: uno dei frammenti mostra infatti la presenza di un coro, formato dai compagni di Odisseo, e lo stesso titolo della commedia fa presupporre che esistesse un coro, se non addirittura due come suggerisce qualche studioso moderno; più probabile, invece, che il coro non cantasse o che i canti non avessero una metrica particolarmente complicata. Anche i dettagli della parodia del canto omerico non sono chiari: alcuni critici hanno ipotizzato che Cratino abbia invertito i ruoli di Odisseo e di Polifemo, conferendo a quest'ultimo le caratteristiche di un personaggio cortese e civile, che ospita i naufraghi nella propria caverna; questi, approfittando dell'ospitalità al punto da abusare degli xenia e da rendere Polifemo una vittima, farebbero regredire il ciclope a pratiche cannibalistiche.